# وفاة الحسين بن طلال
تُوفي الملك الثالث للمملكة الأردنية الهاشمية الحسين بن طلال في السابع من فبراير عام 1999 بعد أن عانى لعدة سنوات من سرطان اللمفوما اللاهودجكينية، كان في آخر أيامه يزور مشفى مايو كلينك في روشستر، مينيسوتا، الولايات المتحدة. في 29 يناير من عام 1999، عزل الحسين شقيقه الأمير الحسن بن طلال من ولاية العهد، وعيّن ابنه الأكبر عبد الله الثاني بمنصب ولي العهد. نشرت صحيفة نيويورك تايمز في 5 فبراير أن العملية الجراحية للملك قد باءت بالفشل؛ عاد بعدها الملك إلى وطنه ليموت. أُعلن عن وفاته في 7 فبراير 1999 في تمام الساعة 11:43 صباحاً، وأُقيمت الجنازة في عمان في 8 فبراير 1999، كانت الجنازة واحدة من أكبر تجمعات ملوك وقادة العالم، حيث كانت أكبر تجمع لحكام العالم منذ عام 1995.

## المرض
أُعلِنَ عن إصابة الملك حسين بسرطان اللمفاوية في مايو كلينك في روشستر، مينيسوتا في يوليو 1998. كانت ليمفوما حسين من النوع الذي استجاب للعلاج الكيميائي، والذي بدأه الملك بالفعل وكان أطبائه متفائلين بإمكانية علاجه. في طريق عودته إلى الأردن في يناير 1999 بعد ستة أشهر من العلاج في الولايات المتحدة، توقف الحسين في لندن، ونصحه الأطباء حينها بالبقاء في إنجلترا للراحة لبضعة أسابيع، حيث كان لا يزال ضعيفاً للغاية بحيث لا يستطيع السفر. لدى عودته إلى الأردن، استُقبِلَ من قبل الأسرة والوزراء وأعضاء البرلمان وكبار الشخصيات الأجنبية وحشد من المواطنين الأردنيين. أمضى ستة أيام فقط في الأردن، قبل أن يُسرع بعد الانتكاس للعودة إلى عيادة مايو في مينيسوتا في 25 يناير 1999، عاد فجأة لتلقي المزيد من العلاج بعد خضوعه لعملية زرع نخاع العظم فاشلة.

## الوفاة
قال أطباء في عيادته الأمريكية أن الملك عانى من فشل داخلي في الأعضاء بعد عملية زرع نخاع العظم الفاشلة، قال مسؤول في وكالة فرانس برس:«الملك عانى من الألم، بَقيَ على قيد الحياة بوسائل اصطناعية، لم يعد هناك أمل».
عاد الملك إلى المنزل وهو في حالة خطيرة بعد فشل العلاج الأخير للسرطان، ولدى وصوله نُقِل على الفور بطائرة هليكوبتر إلى وحدة العناية المركزة في مدينة الحسين الطبية غرب عمّان. وبحسب ما قيل، ورد أنه في كان في غيبوبة وعلى جهاز حفظ الحياة بعد أن فشلت أعضائه. انتشرت أصوات حزن وسط حشد من الأردنيين خارج المدينة الطبية الذين حافظوا على يقظتهم هناك منذ عودة الملك. لفّ الأردنيين أغطية رأسهم (الكوفية) على وجوههم ورفعوا الرايات السود كعلامة حداد حسب تقاليدهم.
قال القصر أن أسرة الملك قررت عدم إغلاق جهاز حفظ الحياة، مفضلة تركه يموت بشكل طبيعي. قال التلفزيون الأردني في نشرة إخبارية مساء الجمعة 5 شباط/فبراير 1999 أن الملك حسين ما زال تحت العناية المركزة. كان المذيعون يرتدون ملابس سوداء وبثت المحطة برامج عن حياة الملك.
توقف قلب الملك حسين يوم 7 فبراير 1999 الساعة 11:43 صباحاً. كانت هناك الملكة نور وأربعة من أبنائها الخمسة إلى جانبها. اُستُدعِيَ نجله الأكبر عبد الله والذي عُيِّن مؤخراً ولياً للعهد في 24 يناير 1999 إلى المستشفى، وبعد وصوله، أُخرِجَ الملك من جهاز التنفس وأُعلِنَ عن وفاته.

## العرش الملكي
بعد ساعات قليلة من الإعلان عن وفاة الحسين، توجه ولي العهد الأمير عبد الله بن الحسين قبل جلسة دعاها مجلس النواب على عجل مرتدياً الكوفية التقليدية باللونين الأحمر والأبيض، وعندما وصل الملك عبد الله إلى مجلس الأمة الأردني، صفّق له النواب والأعيان في الدولة وبكى بعضهم. كان قد سبق الملك عبد الله شقيقا الملك الحسين، الأمير حسن والأمير محمد، ووقفا مباشرة أمام صورة الملك الحسين هناك، واقفين الوقفة العسكرية وأيديهم مشدودة بإحكام على جانبيهم مما أثار المزيد من التصفيق. ثم تلا الملك عبد الله الثاني يمين والده الذي تلاه قبل ذلك بحوالي خمسة عقود. «أقسم بالله العظيم أن أحافظ على الدستور وأن أكون أميناً للأمة».
افتتح زيد الرفاعي رئيس مجلس الأعيان الجلسة بقراءة الفاتحة، ثم بدأوا بالصلاة على الملك الحسين، تصدّع صوت زيد الرفاعي بالعاطفة وهو يقود التلاوة ودعى للملك عبد الله «حفظ الله جلالته».

## الجنازة
نُقل نعش الملك حسين المغطى بالعلم، برفقة حراس يرتدون الكوفية، في موكب استمر 90 دقيقة في شوارع العاصمة عمّان. على الرغم من الرياح الباردة والشتاء، خرج حينها ما يقدر بنحو 800,000 أردني لرؤية وتوديع زعيمهم، كما كان الكثير منهم يبكون حينها. تمركزت شرطة مكافحة الشغب على طول الطريق الذي بلغ طوله تسعة أميال لمحاولة كبح الحشود التي تدافعت من أجل التابوت.
ولدى وصوله إلى قصر رغدان، استقبل الملك الجديد وابن الحسين الأكبر عبد الله والأمراء الملكيون التابوت رسمياً. وقفت الملكة نور عند المدخل محاطةً بنساء ملكيات أخريات يرتدين الأسود وأوشحة بيضاء كعلامة حداد.
توافد الكثير من القادة وكبار الشخصيات إلى الأردن في الفناء الكبير بقصر رغدان، للتعبير عن حزنهم، كان الملك الراحل داخل القصر محاطًا بأربعة حراس شركسيين يرتدون قبعات صوف ومعاطف سوداء، دخل كبار الشخصيات الغرفة واحد تلو الآخر للوقوف قبالة نعشه لمدة قصيرة للعزاء، وكل حسب تقاليده. صدر صوت مزمار القربة عندما نُقِل النعش من القصر إلى مسجد على عربة مدفعية. حضر المسلمون فقط صلاة المسجد، بينما انتظر العديد من زعماء العالم في الخارج. في المقبرة الملكية تحت مظلة خضراء، أُخرِج جثمان الحسين من التابوت مرتدياً غطاء أبيض بسيط ووُضِعَ في قبر بالقرب من جثمان والده الملك طلال وجده عبد الله الأول. وَضَعَ الملك عبد الله والده بعناية وكتب آيات من القرآن على القبر، دقت آخر مشاركة للعسكر، وأطلق آخر بوق وضرب الحراس تحية. وقف الملك عبد الله الجديد بوجهٍ صارم، على الرغم من بكاء الأقارب من حوله، راقبت الملكة نور أبواب المقبرة أثناء دفن الملك.
في تاريخ وفاته في 7 فبراير 1999، كان الملك الحسين صاحب أطول فترة رئاسية تنفيذية في العالم.

### الحضور
حضر المئات من كبار الشخصيات في العالم الجنازة، حيث تعد الجنازة أكبر تجمع لزعماء العالم منذ جنازة رئيس الوزراء الإسرائيلي إسحاق رابين في عام 1995. جاء ما لا يقل عن 60 رئيس دولة وحكومة و15 من القادة السابقين، بالإضافة إلى حوالي 100 ممثل حكومي وبعض القادة متعددي الأطراف، أي حضر 6 منظمات وأكثر من 120 بلداً. جاء الرئيس الأمريكي بيل كلينتون ومثّل بلاده إلى جانب الرؤساء السابقين جورج بوش الأب وجيمي كارتر وجيرالد فورد، كما قدم رئيس جامعة الدول العربية عصمت عبدالمجيد ، وحضرت حركة حماس بوفدٍ من عدة ممثلين برئاسة زعيمها خالد مشعل، جاء الرئيس التشيكي فاتسلاف هافيل والرئيس الروسي بوريس يلتسين على الرغم من مرضهما، وحضر الأمين العام للأمم المتحدة كوفي أنان وزوجته نان ماريا أنان، والمدير العام لليونسكو كويشيرو ماتسورا مع العديد من زملائه مثل زملائه في الاتحاد الأوروبي جاك سانتر وحلف شمال الأطلسي خافيير سولانا وصندوق النقد الدولي ميشيل كامديسوس والاتحاد الإفريقي سالم أحمد سالم. قاد رئيس الوزراء الإسرائيلي بنيامين نتنياهو وفد دولته، بما في ذلك الحاخام الأكبر يسرائيل لاو وممثل عن عائلات الفتيات السبع اللاتي قُتلن على يد جندي أردني في 1997. جائت مصر مُمثلةً بشخصيات سياسية بارزة من بينها الرئيس المصري الراحل حسني مبارك ورئيس الوزراء كمال الجنزوري.
جمعت الجنازة أيضاً أعداءً بمن فيهم زعيم الجبهة الديمقراطية لتحرير فلسطين نايف حواتمة، الذي اقترب من الرئيس الإسرائيلي عازر وايزمان، وأثنى عليه كرجل سلام وصافحه. كانت هذه هي المرة الأولى التي يتواجد فيها الرئيس السوري حافظ الأسد ورئيس الوزراء الإسرائيلي بنيامين نتنياهو في المكان نفسه، رغم أنهما لم يلتقيا.

### ابرز الشخصيات
ومن بين الشخصيات البارزة الأخرى:
- ماليزيا: رئيس الوزراء مهاتير محمد[20]
- الجزائر: الرئيس اليمين زروال، وزير العدل الغوثي مكمشة
- أرمينيا: وزير الخارجية فارتان أوسكانيان
- العراق: نائب الرئيس طه معروف
- إيران: الرئيس محمد خاتمي
- بلجيكا: الملك ألبرت الثاني ورئيس الوزراء غي فيرهوفشتات
- البحرين: الأمير عيسى بن سلمان آل خليفة ورئيس الوزراء خليفة بن سلمان آل خليفة
- جامعة الدول العربية: أحمد عبد المجيد
- المملكة المتحدة: الأمير تشارلز، ويليام هيغ، رئيس الوزراء توني بلير وسابقاه مارغريت تاتشر وجون ميجور، بادي أشدون
- الهند: نائب الرئيس كريشان كانت
- إسرائيل: شمعون بيريز، إسحاق شامير، ليئا رابين، أريئيل شارون، إيهود باراك، إسحاق مردخاي، إفرايم هاليفي، صلاح طريف، الشيخ موفق طريف، يسرائيل مئير لاو، طالب الصانع، عبد المالك دهامشة، أحمد الطيبي
- النمسا: الرئيس توماس كليستيل
- آيسلندا: رئيس الوزراء دافيد أودسون
- بلغاريا: نائب رئيس الوزراء فسيلين ميتوديف
- جمهورية التشيك: الرئيس فاتسلاف هافل
- إستونيا: أرنولد روتل
- سلوفينيا: الرئيس ميلان كوتشان
- مصر: الرئيس حسني مبارك ورئيس الوزراء كمال الجنزوري
- البوسنة: الرئيس حارث سيلادجيتش
- قبرص: الرئيس غلافكوس كليريدس ووزير الخارجية إيوانيس كاسوليدس
- الدنمارك: الأمير هنريك، الأميرة إيرين من اليونان والدنمارك ورئيس الوزراء بول نيروب راسموسن
- إمام النزاريين الإسماعيليين آغا خان الرابع
- فرنسا: الرئيس جاك شيراك، برنارد كوشنير
- ألمانيا: المستشار غيرهارد شرودر
- اليونان: الرئيس كوستاس ستيفانوبولوس، الملك قسطنطين الثاني، الملكة آن ماري، ماري شانتال، ولية عهد اليونان
- إيرلندا: الرئيسة ماري مكاليز، مايكل وودز
- قطر: ولي العهد جاسم بن حمد بن خليفة آل ثاني
- إيطاليا: الرئيس أوسكار لويجي سكالفارو
- اليابان: ولي العهد ناروهيتو وولية العهد الإمبراطورة ماساكو، رئيس الوزراء كيزو أوبوتشي
- الصين: رئيس الوزراء تشو رونغجي
- الكويت: ولي العهد ورئيس الوزراء سعد العبد الله السالم الصباح ونائب رئيس الحرس الوطني نواف الأحمد الجابر الصباح
- لوكسمبورغ: الدوق الأكبر جان، الأميرة جوزفين شارلوت ووزير الخارجية جاك بوس
- ليختنشتاين: رئيس الوزراء أوتمار هاسلر
- ليبيا: السعدي القذافي
- لبنان: وزير الداخلية ميشال المر
- مالطا: الرئيس غيدو دي ماركو
- عمان: السلطان قابوس، يوسف بن علوي بن عبد الله، بدر بن سعود البوسعيدي
- سوريا: فاروق الشرع، عبد الحليم خدام
- فلسطين: ياسر عرفات، محمود عباس، أحمد قريع، ياسر عبد ربه، خالد مشعل، فاروق القدومي، نبيل شعث، حكم بلعاوي
- السودان: الرئيس عمر البشير، مصطفى عثمان، غازي العتباني، لام أكول، سوار الذهب
- فنلندا: الرئيس مارتي أهتيساري، إيفا أهتيساري
- البرتغال: الرئيس خورخي سامبايو
- رواندا: نائب الرئيس بول كاغامي
- روسيا: الرئيس بوريس يلتسين، إيغور إيفانوف
- باكستان: رئيس الوزراء نواز شريف، سرتاج عزيز
- إسبانيا: الملك خوان كارلوس الأول، فيليبي، أمير أستورياس، إنفانتا إيلينا، إنفانتا كريستينا، رئيس الوزراء خوسيه ماريا أثنار
- البنك الدولي: الرئيس جيمس وولفنسون
- المغرب: ولي العهد محمد
- السويد: الملك كارل السادس عشر غوستاف، ولية العهد الأميرة فيكتوريا، ووزير الدولة كارل بيلدت
- تركيا: الرئيس سليمان دميريل، إسماعيل جيم
- تونس: رئيس الوزراء حامد القروي
- الإمارات العربية المتحدة: ولي العهد الشيخ محمد بن راشد آل مكتوم من دبي، محمد بن زايد، عبدالله بن زايد، محمد بن خرباش
- الولايات المتحدة: الرئيس بيل كلينتون؛ الرؤساء السابقون جيرالد فورد، جيمي كارتر، وجورج إتش. دبليو. بوش؛ بن جيلمان، ديفيد بونيور، تيد ستيفنز، باتريك ليهي، ساندي بيرغر، دينيس روس، توماس بيكيرينغ، مارتن إنديك، نجيب حلبي (والد زوجة الملك)
- هولندا: الملكة بياتريكس، رئيس الوزراء ويم كوك ووزير الخارجية هانس فان دن بروك
- يوغوسلافيا: ولي العهد ألكسندر من يوغوسلافيا
- بولندا: رئيس الوزراء برونيسواف جيريميك
- أوكرانيا: الرئيس ليونيد كوتشما
- رومانيا: الرئيس إميل كونستانتينسكو ووزير الخارجية أندريه بليسو
- سويسرا: الرئيس أدولف أوغي
- الجبل الأسود: الرئيس مومير بولاتوفيتش
- كوريا الجنوبية: رئيس الوزراء كيم جونغ بيل
- كوريا الشمالية: رئيس هيئة رئاسة الجمعية الشعبية العليا كيم يونغ نام
- بروناي: السلطان حسن البلقيه، الملكة صالحه، ولي العهد المهتدي بالله
- السعودية: الأمير عبد الله، سعود الفيصل، عبد العزيز بن عبد الله، إبراهيم العساف
- إثيوبيا: الرئيس نيغاسو جيدادا وإرمياس سهل سيلاسي
- النرويج: الملك هارالد الخامس، الملكة سونيا
- تايوان: وزير الخارجية جايسون هو
- سنغافورة: رئيس الوزراء غوه تشوك تونغ
- نيجيريا: الرئيس عبد السلام أبو بكر
- موريتانيا: رئيس الوزراء الشيخ العافية ولد محمد خونا
- جنوب إفريقيا: الرئيس نيلسون مانديلا ووزير الشؤون الداخلية مانغوسوتو بوتيليزي
- اليمن: الرئيس علي عبد الله صالح.[21][22][23][24][25][26][27][28][29][30][31][32][33]

كان هناك غياب مثير للجدل لرئيس الوزراء الكندي جان كريتيان. كان كريتيان في عطلة تزلج، وادعى أن الإشعار القصير للجنازة؛ مما جعله غير قادر على الحضور. وقد تعرض هذا القرار للانتقاد، حيث كانت صحة الملك حسين معروفة مسبقاً.

## ردود الفعل
في يوم وفاة الحسين، أعلنت حكومة الأردن، والهند، ومصر، والجزائر، والكويت، والإمارات العربية المتحدة، وعمان، وفلسطين، واليمن، وسوريا فترة حداد رسمية ورفعت أعلامها إلى نصف السارية.
أعرب العديد من قادة العالم عن تعازيهم. وقال الرئيس الأمريكي بيل كلينتون: "لقد فاز باحترام وإعجاب العالم بأسره وكذلك فاز بذلك بالأردن الحبيبة. إنه رجل آمن بأننا جميعاً أبناء الله، مرتبطون بالعيش معًا في احترام متبادل وتسامح". وصرح رئيس الوزراء البريطاني توني بلير أن حسين "كان موهوباً استثنائياً ومقنعاً للغاية من أجل السلام". وقال رئيس الوزراء الإسرائيلي بنيامين نتنياهو: "ببالغ الحزن نودعك، أيها الملك والصديق. السلام بين شعوبنا سيكون شاهداً على إيمانك الراسخ في السلام الدائم بين أبناء إبراهيم. ارقد بسلام يا جلالة الملك". ووصفه الرئيس القبرصي غلافكوس كليريدس بـ"زعيم ذو سمعة دولية، ساهم بشكل كبير في جميع الجهود الرامية لإيجاد حل لمشكلة الشرق الأوسط. كان شخصية استثنائية، تحدث بصراحة وتعامل مع الأمور بطريقة سمحت للأردن، رغم أعدائه العديدة، بالبقاء دولة مستقلة. كما ساهم بشكل كبير في منع الحرب في المنطقة". وقال الرئيس الروسي بوريس يلتسن إن الحسين "كان لا يقدر بثمن في تشكيل صورة جديدة للشرق الأوسط، خالية من الصور النمطية للتصادم والعداء". وأشاد الرئيس اليوناني كونستانتينوس ستيفانوپولوس ورئيس الوزراء كوستاس سيميتيس بالحسين لإسهاماته في جلب الاستقرار السياسي الداخلي لبلاده وزيادة الاحترام الدولي. كما أعرب المستشار الألماني غيرهارد شرودر عن مشاعر مماثلة.
عقدت الجمعية العامة للأمم المتحدة جلسة طارئة خاصة "تكريماً لذكرى جلالة ملك الأردن" في يوم الجنازة، حيث قُدِّمَت المزيد من التكريمات من قبل رئيس الأمم المتحدة ديدييه أوبيرتي ورؤساء مجموعات الأمم المتحدة الإقليمية المختلفة. كما تحدث ممثلون فرديون من الولايات المتحدة، وإسرائيل، ومصر، وروسيا، وفلسطين، والأردن نيابة عن دولهم.

## وصلات خارجية
- الموقع الرسمي للملك الحسين
- العالم: الشرق الأوسط الوداع الأخير للملك الحسين، بي بي سي
- فيديو من بي بي سي للجنازة، سي-سبان